# 구시가하마역
구시가하마역(일본어: 櫛ヶ浜駅 쿠시가하마에키[*])은 일본 야마구치현 슈난시에 있는 서일본 여객철도의 역이다. 산요 본선의 소속으로 하여 이 역을 종점으로 하는 간토쿠 선의 2개 노선이 상호 운행되고 있다. 단선 · 섬식의 형태를 합친 복합 구조의 철도 역사이다.

## 타는 곳
| 플랫폼 | 노선        | 방향   | 행선지                   | 비고 |
| ------ | ----------- | ------ | ------------------------ | ---- |
| 1      | ■ 산요 본선 | 하행선 | 도쿠야마 · 호후 방면     | 단선 |
| 2      | ■ 산요 본선 | 상행선 | 야나이 · 이와쿠니 방면   | 섬식 |
| 3      | ■ 간토쿠 선 | 하행   | 도쿠야마 행              | 섬식 |
| 4      | ■ 간토쿠 선 | 상행   | 스오타카모리 · 구가 방면 | 섬식 |

## 이용 현황
| 연도     | 하루 평균 승차 인원 | 연도     | 하루 평균 승차 인원 |
| 2000년도 | 871명               | 2006년도 | 863명               |
| 2001년도 | 885명               | 2007년도 | 867명               |
| 2002년도 | 877명               | 2008년도 | 900명               |
| 2003년도 | 849명               | 2009년도 | 877명               |
| 2004년도 | 838명               | 2010년도 | 852명               |
| 2005년도 | 834명               |          |                     |
| -------- | ------------------- | -------- | ------------------- |

## 역 주변
- 이데미쓰 석유화학 도쿠야마 공장
- 데이진 화이바 도쿠야마 사업소
- 도쿠야마 경정장
- 슈난 시 종합 스포츠 센터
- 슈난 시 야구장
- 슈난 시 육상경기장
- 야마구치 은행 · 사이쿄 은행 구시가하마 지점

## 인접 정차역
| 서일본 여객철도 산요 본선  | 서일본 여객철도 산요 본선 | 서일본 여객철도 산요 본선 |
| -------------------------- | ------------------------- | ------------------------- |
| 구다마쓰 고베 방면         | ■ 산요 본선               | 도쿠야마 모지 방면        |
| 서일본 여객철도 간토쿠 선  |                           |                           |
| 스오하나오카 이와쿠니 방면 | ■ 간토쿠 선               | 시·종착역                 |